# 잉글랜드의 국기

잉글랜드의 국기 비율 3:5

잉글랜드의 국기는 성 게오르기우스 십자기라고도 부르며 하얀색 바탕에 붉은색 십자가 그려져 있다. 성 안드레아 십자기(스코틀랜드), 성 파트리치오 십자기(아일랜드)와 함께 영국의 국기(유니언 잭)를 구성하는 국기 가운데 하나이기도 하다. 십자가의 너비는 국기의 1/5이며 가로세로 비율은 3:5이다.
붉은색 십자는 십자군과 초기 잉글랜드를 상징하는 문장이었다. 성 게오르기우스는 13세기에 잉글랜드의 수호성인이 되었는데 이는 성 게오르기우스가 용을 죽였다는 12세기의 전설에서 유래되었다고 전해진다. 

## 같이 보기
- 영국의 국기
- 스코틀랜드의 국기
- 웨일스의 국기
- 북아일랜드의 국기
- 영국의 기 목록